# 갈현동 (서울)
갈현동(葛峴洞)은 서울특별시 은평구에 있는 동이다. 법정동으로써 갈현1동과 갈현2동으로 이루어져 있다. 북쪽으로는 진관동, 동쪽은 불광동, 남쪽으로는 구산동, 대조동과 접하고 있으며, 서쪽으로는 경기도 고양시 창릉동과 접해 있다. 2017년 5월 현재 면적은 1.93km2, 주민등록인구는 5만 6047명(갈현 1동 25,550명, 갈현 2동 30,497명)이다.

## 유래
'갈현'이라는 이름은, 원래 이 인근에 칡 뿌리가 많아 칡고개, 혹은 갈고개라고 부르던 것을 한자로 바꾸어 '갈현(葛峴)'이라 한데에서 유래한다. 동국여지비고에서도 이 지역을 '갈고개'라는 이름으로 소개하고 있다.

## 역사
- 조선시대 : 한성부 상평방
- 1914년 : 경기도 고양군 은평면 갈현리
- 1949년 8월 13일 : 서대문구 (은평출장소에서 관할)로 편입[1]
- 1950년 : 갈현리를 갈현동으로 변경
- 1955년 : 행정동제 실시로 불광동, 대조동, 구산동과 함께 대광동사무소 관내로 편입(→ 현재는 갈현동사무소로 독립)
- 1979년 10월 1일 : 은평구가 서대문구로부터 분리되면서 은평구 관할로 편입[2]
- 1989년 6월 1일 : 갈현1동, 갈현2동으로 분리

## 교통
갈현동은 효경길(연서로 29길과 갈현로 33길)을 경계로 갈현1동과 갈현2동으로 나뉘어있으며, 갈현로가 남북으로 갈현1동과 갈현2동을 가로지르고 있다. 이 중 갈현1동은 통일로를 경계로 불광동을 접하고 있으며, 갈현2동은 연서로를 통해서 대조동과, 서오릉길을 통해 구산동과 접하고 있다.
대중교통의 경우 서오릉로 및 갈현동길, 연서로, 통일로 등에서 서울 각지로 연결되는 버스의 이용이 가능하며, 갈현2동 에 선진운수의 차고지가 위치하고 있어, 버스 이용에 상당히 편리하다. 갈현 1동에 있던 선진운수의 차고지는 2017년 4월 폐쇄되고 지금은 그 자리에 건물이 들어서 있다. 지하철은 갈현1동의 경우 서울 지하철 3호선과 서울 지하철 6호선의 환승역인 연신내역이, 갈현2동은 서울 지하철 6호선 구산역의 이용이 용이하다.

## 교육
- 서울갈현초등학교
- 대성중학교
- 대성고등학교
- 선일초등학교
- 선일여자중학교
- 선일여자고등학교
- 선일이비즈니스고등학교
- 선정중학교
- 선정고등학교
- 선정국제관광고등학교

## 문화재
정식 문화재로 등록된 것은 아니나, 1459년(조선 세조 5년)에 창건된 고찰(古刹) 수국사가 갈현동 옆 구산동에 위치하고 있다.

## 주요시설
- 관공서
  - 갈현소방파출소
  - 제 806 전투경찰대
- 기업 / 법인
  - 선진운수(갈현동 영업소)
- 시장
  - 역촌중앙시장

## 같이 보기
- 대한민국의 행정 구역